# Хедайя, Дэн
Дэниел Дж. «Дэн» Хедайя, (англ. Daniel G. “Dan” Hedaya; 24 июля 1940, Бруклин) — американский киноактёр. В кино он часто играет злодеев или неуравновешенных негодяев. Наиболее известен следующими ролями: мафиозный босс Тони Кастело в фильме «Толковые ребята», муж-рогоносец в криминальном триллере «Просто кровь», генерал Мартин Перес в фантастическом триллере «Чужой: Воскрешение» и коварный хитрец Ник Тортелли в сериале «Весёлая компания».

## Жизнь и карьера
Хедайя родился в Бруклине, Нью-Йорк, США в сефардской еврейской семье из Сирии. Его отец эмигрировал в США из Халеба. Дэниел Хедайя вырос в районе Бенсонхёрст. В 1962 году окончил Университет Тафтс, также обучался драматическому искусству в Гринвич-Виллидж. Долгие годы работал учителем начальных классов, пока не решил стать профессиональным актёром.
Помимо съёмок в кино, Дэн также играл роли в телевизионных сериалах. Среди них роль Ника, бывшего мужа Карлы Тортелли в ситкоме «Весёлая компания»; роль отца одного из персонажей телесериала «Семейные узы»; давно пропавшего отца Эдриана Монка в сериале «Детектив Монк». В 1997 и 2005 году актёр сыграл адвоката в медицинском сериале «Скорая помощь».
Российскому зрителю Дэн Хедайя известен по ролям диктатора Ариуса в боевике «Коммандо», Мела Хоровица в комедии «Бестолковые», генерала Мартина Переса в фантастическом триллере «Чужой: Воскрешение». Внешнее сходство с Ричардом Никсоном позволило ему сыграть бывшего президента США в комедии 1999 года «Подруги президента».
В 2006 году Хедайя получил награду P.T. Barnum Award за выдающуюся работу в области киноиндустрии.

## Фильмография
- 1980 — Сумеречная зона (TV) (один эпизод)
- 1981 — Блюз Хилл стрит — детектив Макафи
- 1981 — Тайны исповеди — Говард Тэрк
- 1982—1992 — Весёлая компания — Ник Тортелли
- 1983 — Голод — лейтенант Аллегрецца
- 1984 — Просто кровь — Джулиан Марти
- 1984 — Приключения Бакару Банзая: Через восьмое измерение — Джон Гомес
- 1985 — Коммандо — диктатор Ариус
- 1986 — Толковые ребята — Антони Кастело
- 1990 — Джо против вулкана — Фрэнк Уэтури
- 1990 — Район «Пасифик-Хайтс» — банкир
- 1991 — Семейка Аддамс — адвокат Талли Алфорд
- 1993 — Бенни и Джун — Томас
- 1993 — Консьерж — Джин Сальваторе
- 1993 — В поисках Бобби Фишера — директор турнира
- 1995 — Никсон — Трини Кардоса
- 1995 — Бестолковые — Мел Хоровиц
- 1995 — За что стоит умереть — Джо Маретто
- 1995 — Подозрительные лица — сержант Джефф Рабин
- 1996 — Комната Марвина — Боб
- 1996 — Выкуп — Джеки Браун
- 1996 — Клуб первых жён — Мортон Кушман
- 1996 — Дневной свет — Фрэнк Крафт
- 1996 — Шоссе — детектив Гарнет Уоллес
- 1997 — Чужой: Воскрешение — генерал Мартин Перес
- 1997 — Жизнь хуже обычной — Габриэль
- 1997 — Вход и выход — военный атторней
- 1998 — Гражданский иск — Джон Райли
- 1998 — Ночь в Роксбери — Кэмэл Бутаби
- 1999 — Ураган — детектив Делла Песка Патерсон
- 1999 — Подруги президента[англ.] — президент Никсон
- 2000 — Шафт — детектив Джек Розелли
- 2000 — Команда — Майк «Кирпич» Донателли
- 2001 — Малхолланд Драйв — Винченцо Кастильяни
- 2002 — Фанатка — тренер Симкинс
- 2002 — Зыбучие пески — генерал Стюарт
- 2005 — Роботы — мистер Ганк (озвучивание)
- 2006 — Freeвольная жизнь — Гай Бланк
- 2006 — Мистер Гибб — Габриал
- 2006 — Детектив Монк (TV) — Джек Монк
- 2010 — Экстрамен — Эриш
- 2014 — Унижение — Аса
- 2016 — Фантастические твари и где они обитают — Рэд